# Mjösjön (Sollefteå socken, Ångermanland)
Mjösjön är en sjö i Sollefteå kommun i Ångermanland och ingår i Ångermanälvens huvudavrinningsområde.